# Tehnică dentară

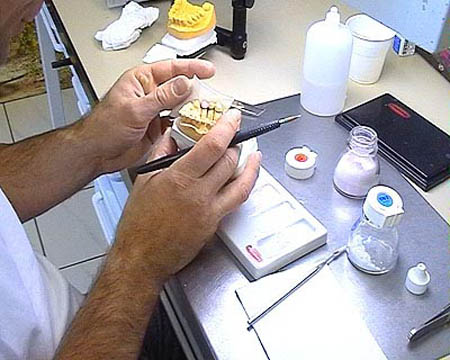
Tehnician dentar construind o punte dentară

Tehnica dentară reprezintă o ramură a stomatologiei, având o durată a ciclului universitar de 3 ani (180 credite EMC).
Rolul unui tehnician dentar este de a produce și repara:
- proteze dentare
- coroane dentare - restaurare artificială ce acoperă un dinte, întărindu-l și conferindu-i forma unui dinte natural [3]
- punți dentare - înlocuiesc unul sau mai mulți dinți lipsă[4]
- brățări dentare (aparate dentare) - corectează poziția dinților